# Percival Proctor
Percival Proctor var et Britisk radiotrænings- og kommunikationsfly under 2. Verdenskrig. Proctor var et enmotors lavvinget monoplan med plads til tre eller fire personer, afhængigt af modellen. Proctor var Flyvevåbnets allerførste fly efter krigen.

## Design og udvikling
Proctor var en videreudvikling af Percival Vega Gull som svar på det Britiske Luftfartsministeries Specification 20/38 for et radiotrænings- og kommunikationsfly. For at opfylde kravene fik flystellet større vinduer bag i kabinen, og skroget blev seks tommer længere. Der blev indført ændringer på sæderne så besætningen kunne bære faldskærm, og andre ændringer der tillod at militære radioer og andet udstyr kunne blive indbygget. Først i 1939 blev der bestilt 247 fly.
Prototypen, serienummer P5998, fløj første gang den 8. oktober 1939 fra Luton Airport. og flyet blev sat i produktion for RAF og Fleet Air Arm. Prototypen blev i 1940 testet som let bomber i tilfælde af at det blev nødvendigt at iværksætte Operation Banquet, men ideen blev opgivet da invasionstruslen forsvandt. Selvom de første 222 fly blev bygget af Percival i Luton, blev de fleste fly bygget af F. Hills & Sons i Trafford Park nær Manchester. De byggede i alt 812 Proctors af adskillige typer mellem 1941 og 1945, og samlede de fleste fly på Barton Aerodrome.
Det bør bemærkes at Proctor Mk I - III var konstruktionsmæssigt meget tæt på den fremragende Vega Gull, og derfor havde flyveegenskaber sammenlignelige med denne. Senere modeller blev tungere og mindre aerodynamiske, hvilket havde negativ indflydelse på flyveegenskaberne. Selv om de senere modeller af udseende lignede de tidlige, var de reelt et komplet redesign af flyet og endte med at være større, tungere og betydeligt mindre effektive. Flyveegenskaberne endte med at være dårlige. Der fremkom planer for at udskifte motoren til en 250 hk Queen 30 og en større propel, men kun et enkelt fly blev forsøgt udrustet på denne måde, eftersom man ønskede at benytte Queen 30 i Proctor's efterfølger, den helmetals Prentice. Desværre viste Prentice sig at være et elendigt fly, endnu værre end de sene Proctor's, og tjente kun nogle få år ved RAF da det blev betegnet som "utilfredsstillende".
Efter at være udtrådt af tjeneste fortsatte en del Proctors i privat eje indtil 1960'erne. På dette tidspunkt blev de alle 'grounded' (fik flyveforbud) på grund af mistanke om dårlige limninger i træskelettet. Adskillige overlevende Proctors er blevet restaureret med moderne limtyper og kan forventes at blive flyvedygtige på ny. Tidlige Proctor'er er stadigt glimrende lette fly, da de kombinerer Vega'ens egenskaber af lang rækkevidde, fart og nyttelast. Alle Proctor'er arvede Vega Gull's evne til at folde vingerne tilbage for opbevaring.

## Operationel historie
Proctor blev oprindeligt taget i brug som et tresædet kommunikations/liason fly (Proctor I). De blev efterfulgt af Proctor II og Proctor III som stadig var tresædede, men blev anvendt til radiotræning.
I 1941 udstedte Luftfartsministeriet Specification T.9/41 for en firesædet radiotræner. P.31 – oprindeligt under navnet "Preceptor" men senere omdøbt til "Proctor IV" – blev udviklet til denne specifikation med et større skrog. En enkelt Proctor IV blev udstyret med en 250 hk (157 kW) Gipsy Queen motor. Dette fly blev benyttet som personlig transport for Air Vice-Marshal Sir Ralph Sorley, men produktionsmodellerne beholdt den samme motor (210 hk / 157 kW) som de tidligere modeller.
Ved krigens slutning blev mange tidlige Proctors solgt på det civile marked, og blev anvendt i Australien, New Zealand og Europa. Mk IV forblev i tjeneste ved RAF et stykke tid, de sidste blev taget ud af tjeneste i 1955.
I 1945 blev en civil model kaldet Proctor 5, udviklet fra Proctor IV, sat i produktion med henblik på private ejere, forretningsbrug og let charterflyvning. RAF indkøbte fire til anvendelse for attachétjenesten.
Den sidste model af slægten var Proctor 6 pontonflyet. Det eneste producerede eksemplar blev solgt til Hudson's Bay Company i 1946.
Tre kraftigt modificerede Percival Proctors med øgenavnet "Proctukas" blev anvendt i filmen Battle of Britain som stand-ins for Ju-87 Stuka. Efter at nogle testflyvninger afslørede slem ustabilitet, blev flyene opgivet, og kom aldrig med i filmen.

### Danmark
Ved krigens afslutning havde Danmark intet flyvevåben. Under besættelsen var både vores Tiger Moth trænere og vores Fokker D.XXI jagere forsvundet, og der var behov for at træne de tiloversblevne piloter såvel som jordpersonellet. For hurtigst muligt at komme i gang, blev det besluttet at indkøbe 6 stk. Percival Proctor fra de allierede overskudslagre.
De første to, begge Mk. II, ankom til Danmark den 30. November 1945. Den 2. og 5. februar 1946 ankom de sidste fire fly, alle af Mk. III. Da der blev startet fra bar bund, blev der ud over flyene også indkøbt faldskærme, flyverdragter, reservedele etc. og der blev udført småmodifikationer på flyene inden leveringen. I alt kom indkøbet til at koste staten 340.000 Kr., svarende til 19.000 £ Sterling.
Flyene fik numrene 601 til 606 i en lidt blandet rækkefølge: Mk.II'erne fik nummer 602 og 604. De blev anvendt som skolefly og liason/forbindelsesfly.
Mens der blev trænet med Proctor, blev de tidligere Hærens Flyvertropper og Marinens Flyvevæsen lagt sammen og blev til Flyvevåbnet. Flyvematerielkommandoen (dengang kaldet Flyvematerieltjenesten) fik ikke meget med flyet at gøre, ud over vedligeholdelsen på Hovedværksted Karup: Proctor var allerede temmelig forældet og havde opfyldt sit formål, og allerede i 1951 blev fem af flyene frasolgt til privat anvendelse, mens det sidste fly blev ophugget til reservedele.  

## Varianter
P.28 Proctor I
Tre-sædet med dobbeltstyring, kommunikations- og radio/navigationstræningsfly for Royal Air Force, 147 stk. bygget.
P.28 Proctor IA
Tre-sædet med dobbeltstyring, træner til radio og dæklandinger på hangarskibe, leveret til Royal Navy/Fleet Air Arm med stuveplads til en redningsflåde og maritim instrumentering. 100 stk. bygget.
P.29 Proctor
Et fly konverteret til let bomber, kunne bære 16 stk. 20lb. bomber under vingerne.
P.30 Proctor II
Tre-sædet radio træner, 175 stk. bygget, incl. 112 stk. model IIA for Royal Navy)
P.34 Proctor III
Tre-sædet radio træner for Bomber Command radiooperatører, 437 stk. bygget.
P.31 Proctor IV
Fire-sædet radio træner med forstørret skrog, 258 stk. bygget.
Proctor 5
Fire-sædet civilt let fly, 150 stk. bygget. RAF's designation var Proctor C.Mk 5
Proctor 6
Vandflyver med pontoner, 1 stk. bygget.
P.46
En Proctor IV fuselage blev ombygget med en ny vinge, bygget af Heston Aircraft og kaldt Youngman-Baynes High Lift Monoplane.

## Operatører

### Militære
Australien
- Det australske luftvåben (Royal Australian Air Force)
  - Governor-General's Flight RAAF benyttede en Proctor fra 1945 til 1947.

 Belgien
- Det Belgiske Luftvåben (nederlandsk: Luchtcomponent, fransk: Composante air) - 4 stk. P.31C blev leveret i Juni 1947, en i Oktober og en i Marts 1948. Benyttet som liaison fly af No. 367 Sqdn indtil 1950.[6] Den sidste udtrådte af tjeneste i 1954.

 Canada
- Det canadiske luftvåben (Royal Canadian Air Force) - Blev benyttet som kommunikationsfly af et antal Canadiske enheder i RAF.

- Tjekkoslovakiets Luftvåben - (Czechoslovak Air Force - Tjekkisk: Československé vojenské letectvo) under eksil i United Kingdom - et fly i tjeneste fra 1944 til 1945.

 Danmark
- Flyvevåbnet benyttede to Mk.II og fire Mk. III fra November 1945 til November 1951. Det var det første fly som Flyvevåbnet benyttede efter 2. verdenskrig. [5]

 Frankrig
- Det franske luftvåben (fransk: Armée de l'air - 18 stk. Proctor IV modtaget mellem september 1945 og maj 1946, til afbenyttelse for ERN 703 (Radionavigationsskolen) i Pau. Da navigationstræningen i 1949 blev flyttet til Marokko, blev flyet afløst af Avro Anson, og 16 stk. Proctor blev afhændet til det civile marked.

 Italy
- Italiens Luftvåben (italiensk: Aeronautica Militare Italiana) - en stk. tidligere civil Proctor V indkøbt i 1954.

 Jordan
- Det Kongelige Jordanske Luftvåben (Royal Jordanian Air Force (RJAF) arabisk: سلاح الجو الملكي الأردني, Silāḥ ul-Jawu al-Malakī ’al-Urdunī) - ingen data

 Libanon
- Det Libanesiske Luftvåben (Lebanese Air Force (LAF) (arabisk: {{{1}}} Al Quwwat al-Jawwiya al-Lubnaniyya)) - ingen data

 Holland
- Det hollandske luftvåben (Royal Netherlands Air Force (RNLAF), nederlandsk: Koninklijke Luchtmacht (KLu)) - En Mk III blev leveret i juni 1946 og ophugget i februar 1951. Derudover fik Koninklijke Luchtmacht 10 stk. Proctor IV i Juni 1947. De blev benyttet som liaison fly, indtil de alle blev ophugget i oktober 1953.[7]

 Polen
- Polens Luftvåben (Polish Air Force, polsk: Wojska Lotnicze i Obrony Powietrznej) i Storbritannien benyttede nogle få fly til liaison tjeneste.

 Syrien
- Syriens Luftvåben (The Syrian Arab Air Force (arabisk: القوات الجوية العربية السورية, Al Quwwat al-Jawwiyah al Arabiya as-Souriya)) - Fire stk. nyproducerede Proctor IV i 1946.

 Storbritannien
- Det britiske luftvåben (Royal Air Force (RAF)
- Den britiske flådes flyvetjeneste (Fleet Air Arm, engelsk: Fleet Air Arm of the Royal Air Force

 USA
- United States Army Air Forces - RAF fly, lånt som kommunikationsfly til anvendelse i United Kingdom.

### Civile
Civile Proctor'er er blevet registreret i følgende lande: Argentina, Australien, Belgien, Brasilien, Canada, Chile, Danmark, Egypten, Finland, Frankrig, Guldkysten, Island, Indien, Irland, Italien, Kenya, Libanon, Marokko, New Zealand, Portugal, Rhodesia, Sydafrika, Syd Rhodesia, Spanien, Sverige, Schweiz, Transjordanien, Tyrkiet, Tyskland, Storbritannien, de Forenede Stater og Østrig.

### Særlige ejere
- Nevil Shute fløj sin Proctor fra England til Australien, men afbrød sin returflyvning i Italien, 1500 miles før målet, efter at et ground loop forårsaget af en landing i sidevind beskadigede understellet. Det Italienske bureaukrati forsinkede forsendelsen af reservedele i så høj grad, at han var tvunget til at returnere til England med et rutefly.

## Bevarede fly

### I flyvedygtig stand
Proctor Mk III G-ALJF og Proctor Mk IV G-ANXR (RAF nummer RM221) er begge flyvedygtige og stationeret på Biggin Hill.
G-ANXR er blevet flyttet til Headcorn efter 35 år på Biggin Hill.
Proctor 5, "G-AKIU" er flyvedygtig (2015), ejet af Air Atlantique og i tjeneste ved Classic Air Force, baseret i Coventry.
Proctor Mk I ZK-DPP, konfigureret som en Vega Gull, såvel som Proctor Mk V ZK-AQZ & ZK-ARP er flyvedygtige og baseret i New Zealand.

### Under restauration
Proctor III LZ766, bygget af Hills er udstillet i Imperial War Museum, Duxford.
Proctor IV NP294 i Lincolnshire Aviation Heritage Centre, East Kirkby.
Proctor IV G-AHTE i Clacton.
Proctor IV G-AKIU - disse er alle under renovering til flyvedygtig stand.
G-ALJF blev beskadiget ved et landingsuheld på en privat flyveplads i Kent i Juli 2012 og er under reparation.
Proctor Mk III G-AOGE har været på Biggin Hill i mindst 20 år. Stellet er blevet komplet renoveret med meget nyt træ og moderne lim, men har stået i et hjørne af en hangar i fem til seks år og afventet økonomiske midler til at få motoren renoveret.
Proctor IV NP184 (ex G-ANYP), udstillet fra 1972-1988 ved Torbay Aircraft Museum i Devon, og tidligere benyttet til træningsformål ved Brooklands Technical College i Weybridge, Surrey sidst i 1960erne/først i 1970erne formodes at være i Australien hos en privat ejer, der købte flyet i 1995.

### Udstillet
Proctor III Z7197 er udstillet på RAF Museum, Hendon. En anden Mk. III er udstillet på RAAFAWA Museum Arkiveret 18. februar 2011 hos  Wayback Machine, Bullcreek, nær Perth, Vestaustralien.
Endnu en Proctor er udstillet i lobbyen af Australian National Museum, Canberra.

## Specifikationer (Proctor IV)
| Besætning:         | 1 eller 2                   |                                  |
| Kapacitet:         | 3 eller 2 passagerer        | (nogle fly havde dobbeltstyring) |
| Længde:            | 28 ft. 2 in.                | 8,59 m                           |
| Højde:             | 7 ft. 3 in.                 | 2,21 m                           |
| Spændvidde:        | 39 ft. 6 in.                | 12,04 m                          |
| Vingeareal:        | 202 ft²                     | 18,77 m²                         |
| Tomvægt:           | 2,375 lb                    | 1.075 kg                         |
| Max. takeoff vægt: | 3,500 lb                    | 1.588 kg                         |
| Motor:             | de Havilland Gipsy Queen II | 2-bladet propel                  |
| Effekt:            | 210 hk                      | 157 kW                           |
| Max. fart:         | 139 knots                   | 160 mph, 257 km/t                |
| Marchfart:         | 122 knots                   | 140 mph, 225 km/t                |
| Stallfart:         | 42 knots                    | 48 mph, 77 km/t                  |
| Rækkevidde:        | 435 nm                      | 500 mi, 805 km                   |
| Max.flyvehøjde:    | 14,000 ft.                  | 4.265 m                          |
| Stigehastighed:    | 700 ft/min                  | 3.6 m/s                          |